# Prinsessan Luise Margarete av Preussen
Prinsessan Luise Margarete av Preussen (tyska: Luise Margarete Alexandra Viktoria Agnes) född 25 juli 1860 på Marmorpalais, Potsdam, Preussen, död 14 mars 1917 på Clarence House i London, var en preussisk prinsessa, gift 1879 med den brittiske Prins Arthur, hertig av Connaught och Strathearn (1851–1942). Hon var dotter till prins Friedrich Karl av Preussen (1828–1885) och Maria Anna av Anhalt-Dessau (1837–1906).

## Biografi
Den 13 mars 1879, gifte sig Luise Margarete med prins Arthur, hertig av Connaught i St. George's Chapel Windsor. Prins Arthur var det sjunde barnet och tredje sonen till drottning Victoria och prins Albert av Sachsen-Coburg-Gotha. Hon fick vid giftermålet titeln Hennes kungliga höghet hertiginnan av Connaught, och hennes namn anglicerades till Louise Margaret.
Hon beskrivs som tillbakadragen och mycket konstnärligt lagd. Hon åtföljde Arthur på hans olika militära kommenderingar och var exempelvis 1911–1916 med honom i Kanada under hans period som dess generalguvernör. 
År 1885 utnämndes hon till hedersbefäl för Preussiska arméns 64:e (Brandenburgs (8:e) infanteriregemente "Fältmarskalk prins Friedrich Karls av Preussen regemente". 1916 utnämndes hon till hedersöverste för 199:e Canadian (Overseas) Infantry Battalion (The Duchess of Connaught's Own Irish-Canadian Rangers), CEF.

## Barn
1. Margaret (1882–1920), gift med prins/kronprins Gustaf Adolf av Sverige, sedermera Gustaf VI Adolf
2. Prins Arthur av Connaught (1883–1938), gift med Alexandra av Fife (kusindotter)
3. Patricia (1886–1974), gift med sir Alexander Ramsay